# Synagoge von Dschobar
Die Elijahu-Hanavi-Synagoge (hebräisch בית הכנסת אליהו הנביא בג'ובר) oder Dschobar-Synagoge (arabisch كنيس جوبر Kanisat Dschubar, בית הכנסת בג'ובר) war ein jüdischer Wallfahrtsort im Dorf Dschubar (auch Dshobar) bei Damaskus, einem heutigen Stadtbezirk der Hauptstadt. Die Lokaltradition besagt, dass der Prophet Elischa die Synagoge über einer Höhle gebaut habe, in der der Prophet Elija sich verborgen hielt.

## Jüdische Pilgertradition
Orte, die in Verbindung stehen mit dem Propheten Elija, spielen in der jüdischen Pilgertradition eine große Rolle. Man unterscheidet drei Typen von Heiligtümern: 1. Zimmer, wo er gewohnt haben soll, 2. Höhlen, wo er sich versteckt haben soll, 3. sonstige Orte, wo er sich verborgen gehalten haben soll. Derartige Lokaltraditionen waren besonders häufig in Syrien, typischerweise waren das Grotten unter Synagogen. Dschobar nahm unter den syrischen Elijaheiligtümern eine herausragende Stellung ein. Samuel ben Samson, ein französischer Rabbiner, machte 1210 eine Pilgerreise ins Heilige Land. Er kam auf dem Rückweg nach Damaskus, „und außerhalb der Stadt ist eine Synagoge, die Elija gebaut hat. Das ist ein sehr schönes Gebäude, und wir beteten dort.“
1522 besuchte Rabbi Mosche Baṣṣola den Wallfahrtsort und beschrieb ihn so: „Vorne in der Synagoge ist eine schöne Höhle. Man sagt, dass Elija, seiner sei zum Guten gedacht, sich hier verbarg und dass diese Synagoge seit der Zeit des Elischa besteht. Dort gibt es auch einen Felsen, auf dem jener den Hasael salbte. Später hat Eleasar ben Arach das Gebäude renoviert.“

## Baubeschreibung Ende 17. Jahrhundert
Laurent d’Arvieux († 1702), ein französischer Reisender, beschrieb die Pilgerstätte in Dschobar folgendermaßen: „Man steigt sieben in den Fels gehauene Stufen nach unten und gelangt in eine Grotte, die etwa 10 Fuß im Quadrat groß ist. Darin gibt es drei kleine Nischen, offenen Kisten gleich, in denen die Juden drei Kerzen brennen lassen. Es gibt eine weitere Öffnung, durch die Raben Elija Speise brachten während der 40 Tage, die er dort war. Die Juden haben eine Synagoge neben dieser Höhle.“

## Baubeschreibung 1740er Jahre
Richard Pococke besuchte das Dorf Dschobar, etwa zwei Meilen außerhalb von Damaskus, „wo eine Synagoge sich befindet, die einer alten griechischen Kirche, welche sie auch der Sage nach ehemals gewesen ist, gleich kommt. Mitten in der Synagoge ist der Platz, wo Elias auf Gottes Befehl den Hasael zum Könige über Syrien gesalbet haben soll. In drei Zimmern der Synagoge befinden sich 36 Abschriften vom Gesetze; sie sind vortrefflich schön auf pergamentene Rollen geschrieben, deren iede ein rundes Gehäuse von Holze hat, sie hinein zu stecken, und ob man hier gleich dem Ansehen nach dieselben wenig zu achten scheinet, so hat man doch erzählet, daß das Gesetz, als Titus den Tempel zerstöret, hier aufbehalten worden wäre. Von einem dieser Zimmer gehet man in eine kleine Gruft, in welcher ein Loch ist, welches einem Fenster gleichet. Hier ward, wie man sagt, Elias von den Raben gespeiset...“

## Pogrom 1840
Bei der Damaskusaffäre 1840, als Juden bezichtigt wurden, einen Ritualmord an einem katholischen Geistlichen begangen zu haben, wurde die Dschobar-Synagoge gestürmt und beschädigt. Die vom englischen Reiseschriftsteller und anglikanischen Bischof Richard Pococke gerühmten Bücherschätze wurden verbrannt.

## Baubeschreibung 1850er Jahre
Ulrich Jasper Seetzen, der Dschobar Anfang des Jahrhunderts besucht hatte, erwähnte die Grotte des Propheten Elija als jüdisches Wallfahrtsziel, ging aber nicht auf das Synagogengebäude ein. Der Orientalist Julius Heinrich Petermann besuchte Dschobar in den 1850er Jahren und beschrieb das Synagogengebäude folgendermaßen:
„In derselben ist nahe dem Eingang ein durch ein Geländer eingeschlossener Raum, in welchem Elias den Elisa zum Propheten und Hasael zum König von Syrien gesalbt haben soll. Dem Eingang gegenüber und neben dem Schranke, welcher die Gesetzesrolle birgt, führt an der rechten Seite eine Thüre in eine kleine Halle. Von dieser aus gehen wieder 6–8 kleine und enge Stufen von glattem Sandstein oder Marmor rechts in ein kleines mit Marmor gepflastertes Gewölbe hinunter, welches drei Nischen und eine Steinbank an der Seite hat. Hier soll der Prophet Elias eine Zeit lang gelebt haben, und nach I B. d. Kön. 17,6 von Raben gespeist worden sein. Ich führe diese Tradition an, bemerke aber zugleich, daß Benjamin von Tudela im 12. Jahrhundert, welcher so grosse Reisen gemacht, und überall seine Glaubensgenossen aufgesucht hat, auch in Damascus war, und alle Traditionen der Juden berichtet, von diesem Orte und seiner Bedeutung gar nichts weiss.“

## Zustand nach 1948
Dschobar war ein jüdisches Dorf vor den Stadtmauern von Damaskus, jedoch wurden im Zuge der Judenvertreibungen aus arabischen und islamischen Ländern nach der Staatsgründung Israels 1948 viele syrische Juden enteignet und verfolgt, weshalb heute (Stand 2013) nur noch etwa 20 Juden in Syrien leben. „Die Dschobar-Synagoge wurde vom syrischen Regime konfisziert und als Schule für palästinensische Flüchtlingskinder zweckentfremdet.“ Die Synagoge wurde nicht mehr für Gottesdienste genutzt, lediglich manchmal für Pilger und Touristen geöffnet.
Im Jahr 2009 dokumentierte die Fotografin Chrystie Sherman den Zustand einiger Synagogen in Syrien, darunter den der Synagoge von Dschobar. Diesen Zustand des Gebäudes hat die Organisation Diarna (siehe Weblinks) dokumentiert: Die Architektur und Inneneinrichtung zeigten lokale ottomanische Traditionen. Der Gebetsraum wurde von zwei Säulenreihen von 6 bzw. 7 Säulen in drei Schiffe gegliedert. Zahlreiche Leuchter und Kandelaber aus wertvollen Materialien hingen von der Decke. Die Mitte des Raumes nahm eine erhöhte Bima aus hellblau gestrichenem Holz ein. Schlanke weiße Stäbe an den Ecken der Bima trugen eine Art Baldachin. Weinrot gepolsterte Bänke waren an die Wände gerückt, und im gleichen Farbton waren Sofas, Teppiche und Vorhänge gehalten. In einem von einem hellgrünen Metallzaun eingefassten Bereich stand eine große, golden glänzende Menora. Rechts vom Toraschrein führt eine Treppe zur Elija-Höhle, wo Besucher beten und Kerzen entzünden konnten.
2011 versprach Baschar al-Assad, die Synagoge von Dschobar zu renovieren.

## Zerstörung
Am 1. April 2013 berichtete HaAretz, dass die historische Synagoge von Dschobar geplündert und bis auf die Grundmauern heruntergebrannt worden sei. Rebellen und Regierung bezichtigten sich gegenseitig, dafür verantwortlich zu sein. Am 15. Dezember 2013 berichtete die Times of Israel, dass „drei oder vier“ Torarollen und andere Judaica aus der geplünderten Synagoge von Dschobar sich im Besitz einer alNusra nahestehenden Gruppe befänden, die sie gegen Gefangene der syrischen Regierung eintauschen wolle. Am 22. Dezember des gleichen Jahres berichtete die Times of Israel, das Gebäude bestehe noch, sei aber geplündert worden; die Rebellen seien dabei, die Judaica von Dschobar zu vermarkten. Fotografien des Jahres 2014 zeigten, dass der beschriftete Türsturz über dem Haupteingang entfernt worden war. Dann tauchten Ende Mai 2014 Fotos auf, die zeigten, dass das Synagogengebäude zu etwa zwei Dritteln zerstört war: das linke Seitenschiff und das Mittelschiff der Basilika bestanden nur noch aus Schutt. Bema und Toraschrein existierten nicht mehr. Übrig war nur noch ein Teil des rechten Seitenschiffs und der Vorraum zur Höhle des Elija. Diese Fotografien waren von der sogenannten Coalition for a Democratic Syria an die Presse gegeben worden.